# Ferdinand Sauter

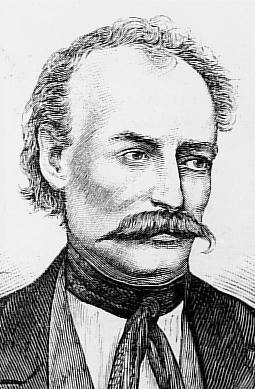
Zeitgenössischer Stich

Karl Willibald Ferdinand Johann Sauter (* 6. Mai 1804 in Werfen, Herzogtum Salzburg; † 30. Oktober 1854 in Hernals, Wien) war ein österreichischer Dichter.

## Leben
Ferdinand Sauter und sein Bruder Anton Sauter wurden als Söhne eines fürsterzbischöflichen Rats geboren. Er erhielt eine humanistische Ausbildung, begann als Handlungslehrling und trat nach vollendeter Lehrzeit bei einem Kaufmann in Wels ein. 1825 kam er nach Wien, wo er in einer Papierhandlung einen Posten antrat. Er verlor diesen Posten und führte in der Folge ein kümmerliches Dasein.
Sauter hielt sich vornehmlich in den westlichen Vororten von Wien auf und war Stammgast im Gasthaus „Zur blauen Flasche“ in Neulerchenfeld. Mit seinen politischen, volksliedhaften, meist von Schwermut getragenen Gedichten machte er sich als Dichter-Bohemien des Wiener Vormärz einen Namen. Er gehörte zum Kreis um Nikolaus Lenau und Adalbert Stifter. Durch privates Unglück sank er immer mehr in Verbitterung. 1839 brach er sich den Fuß und hinkte seither. Sauter erhielt über Vermittlung seiner Freunde einen Büroposten bei der „Niederösterreichischen Assekuranz-Versicherungs-Gesellschaft“. Seine Wohnung hatte Sauter in Hernals, Hauptstraße 63 gefunden. Sauter verfasste im Revolutionsjahr 1848 auch politische Gedichte wie Geheime Polizei und unterstützte die Aufständischen in Wien.

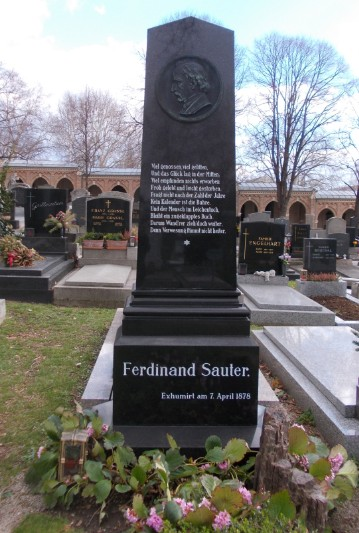
Grabstätte von Ferdinand Sauter

Am 30. Oktober 1854 starb er verarmt in Hernals als erstes Opfer der Cholera, die damals in Wien und den Vororten ausgebrochen war. Seine Freunde setzten ihm einen Grabstein, dessen Inschrift – von ihm selbst verfasst – ebenso bekannt geworden ist, wie sein „Gassenlied“ mit dem Kehrreim „Auf der Gassen, auf der Gassen“. Er erlangte als Volksdichter der einfachen Leute in den Wiener Vororten Hernals und Neulerchenfeld eine außergewöhnliche Berühmtheit. Laut Josef Buchowiecki gehen die geflügelten Worte „Alleweil nobel Schani“, „Der Himmel voller Geigen“, „Verkaufts mei Gwand i bin im Himmel“ auf Aussprüche Sauters zurück.
Am 7. April 1878 wird er exhumiert und in einem Ehrengrab  (Gruppe B, Reihe F, Nummer 23) am neuen Hernalser Friedhof beigesetzt.
Die Sautergasse in Ottakring und Hernals ist nach ihm benannt. In Salzburg gibt es die Ferdinand-Sauter-Straße.

## Grabinschrift, von Sauter selbst verfasst
Viel genossen, viel gelitten,
Und das Glück lag in der Mitten;
Viel empfunden nichts erworben
Froh gelebt und leicht gestorben.
Fragt nicht nach der Zahl der Jahre
Kein Kalender ist die Bahre.
Und der Mensch im Leichentuch,
Bleibt ein zugeklapptes Buch.
Darum Wand'rer zieh' doch weiter,
Denn Verwesung stimmt nicht heiter.

## Sauter über sich selbst
Immer lustig lebt der Sauter,
Treu ist sein Gemüt und lauter,
Tausend Hirngespinste baut er,
Und sich selber nicht vertraut er,
Alles was er hat, verhaut er,
Wie ein Vogel Strauß verdaut er,
Wenn oft Selchfleisch ißt mit Kraut er,
Schöne Mädchen gerne schaut er,
Wie ein Kater dann miaut er,
Leider aber schon ergraut er,
Immer mehr und mehr – versaut er.

## Werke
Sauter schrieb Gedichte sowie ein Drama, in seinen letzten Lebensjahren dichtete er aus dem Stegreif.
Werke im Auszug
- Es steht ein Baum auf der Heide (elib.at Volltext)
- Grabinschrift
- Sauter über Sauter
- Seid willkommen, frohe Tage (elib.at Volltext)

Werke über Sauter
- Alfred Fürst: Sonnenkinder im Regenwinkel. Ein Sauter-Roman, Vor-Verlag, 1925.
- Rudolf Holzer: Der Himmel voller Geigen. Ein österreichisches Drama.[5] Wallishaussersche Buchhandlung (Karl Stary), 1946[6]; Premiere: 23. Oktober 1948 im Burgtheater unter der Regie von Ulrich Bettan.[7] Das Stück war maßgebend für die Vergabe des Volkskunst-Preises an Rudolf Holzer.[8]

## Ausgaben
- Gedichte, herausgegeben von Alexander Julius Schindler (unter dem Pseudonym Julius von der Traun). Wien 1855 (books.google.com und auch online – Internet Archive).
- Auswahl, herausgegeben von O. Stein, 1940.
- Ferdinand Sauter, "Durchgefühlt und ausgesagt. Ausgewählte Werke". Eine erste quellenkritische Auswahl seiner Dichtungen. Besorgt und mit einem begleitenden Essay versehen von Ludwig Laher. Wallstein, Göttingen 2017.